# Loba Capitolina (Valparaíso)
La Loba Capitolina es una obra escultórica de bronce situada en lo alto de una columna de piedra, ubicada en el parque Italia de la ciudad de Valparaíso, Chile. Corresponde a una réplica de la original Loba Capitolina de los Museos Capitolinos de Roma, obsequiada por la colonia italiana, e inaugurada el 13 de septimebre de 1936.

## Historia
Fue un obsequio de la colonia italiana, y fue inaugurada el 13 de septiembre de 1936 en el parque Italia. Corresponde a una de las tres réplicas de la Loba Capitolina en Chile, ya que hay una en la ciudad de Talca y otra en la Scuola Italiana Vittorio Montiglio de Santiago.

## Descripción
Ubicada en el parque Italia, frente a la avenida Pedro Montt, corresponde a una escultura de bronce que representa a Luperca amamantando a Rómulo y Remo, símbolo del origen de Roma, situada en lo alto de una columna de piedra rosada de 1,40 m de altura de estilo jónico, que a su vez está sobre una base escalinada y circular también de piedra.
En la parte superior de la columna se aprecia la inscripción Echa Caput Mundi, referencia a Roma como capital del mundo. Además, cuenta con una placa con el acrónimo SPQR, que designa a «El Senado y el Pueblo romano».